# Diocesi di Zarna
La diocesi di Zarna (in latino Dioecesis Zarnensis) è una sede soppressa e sede titolare della Chiesa cattolica.

## Storia
Zarna, nell'odierna Tunisia, è un'antica sede episcopale della provincia romana dell'Africa Proconsolare, suffraganea dell'arcidiocesi di Cartagine.
Unico vescovo documentato di questa diocesi è Vitale, che prese parte al concilio antimonotelita di Cartagine del 646.
Dal 1933 Zarna è annoverata tra le sedi vescovili titolari della Chiesa cattolica; dal 12 aprile 2025 il vescovo titolare è Sonatan Kisku, vescovo ausiliare di Dumka.

## Cronotassi

### Vescovi
- Vitale † (menzionato nel 646)

### Vescovi titolari
- William Michael Fitzgerald, O.P. † (15 agosto 1958 - 31 ottobre 1971 deceduto)
- Manuel Sandalo Salvador † (25 settembre 1972 - 14 luglio 1996 deceduto)
- Paul Gregory Bootkoski (7 luglio 1997 - 4 gennaio 2002 nominato vescovo di Metuchen)
- Licínio Rangel † (18 gennaio 2002 - 16 dicembre 2002 deceduto)
- Bernard Longley (4 gennaio 2003 - 1º ottobre 2009 nominato arcivescovo di Birmingham)
- Francisco Antonio Ceballos Escobar, C.SS.R. (10 giugno 2010 - 22 aprile 2020 nominato vescovo di Riohacha)
- Sonatan Kisku, dal 12 aprile 2025